# Jalalpur
Jalalpur là một thành phố và là nơi đặt ban đô thị (municipal board) của quận Ambedaker Nagar thuộc bang Uttar Pradesh, Ấn Độ.

## Địa lý
Jalalpur có vị trí 25°51′B 79°49′Đ / 25,85°B 79,82°Đ Nó có độ cao trung bình là 118 mét (387 feet).

## Nhân khẩu
Theo điều tra dân số năm 2001 của Ấn Độ, Jalalpur có dân số 29.634 người. Phái nam chiếm 51% tổng số dân và phái nữ chiếm 49%. Jalalpur có tỷ lệ 69% biết đọc biết viết, cao hơn tỷ lệ trung bình toàn quốc là 59,5%: tỷ lệ cho phái nam là 73%, và tỷ lệ cho phái nữ là 64%. Tại Jalalpur, 16% dân số nhỏ hơn 6 tuổi.